# 금소대하
금소대하 (중국어 정체자: 金宵大廈, 광둥어: Gam1 siu1 daai6 haa6, 영어: Barrack O'Karma)은 홍콩 TVB의 드라마이다.

## 배역표
- 이시화(李施嬅) - 장위(章瑋)/양옥화(楊玉華)
- 진산총(陳山聰) - 소위명(蕭偉明)/유욱휘(劉旭輝)
- 유강(劉江)/장언박(張彦博) - 임약사(林若思)
- 조희락(趙希洛) - 왕민의(王敏儀)

## 제작진
- 감독 (監製)：엽진휘 (葉鎮輝)
- 연출 (編導)：전영지(錢穎芝)、하락연(何樂然)、양계정(梁啟政)、증영시(曾穎詩)、임긍(林肯)
- 극본 (編劇)：나패청(羅佩清)、양설예(楊雪兒)、양흔영(楊欣穎)、여가관(余家冠)、증보화(曾保華)
- 편집 (編審)：나패청(羅佩清)